# Richelsley

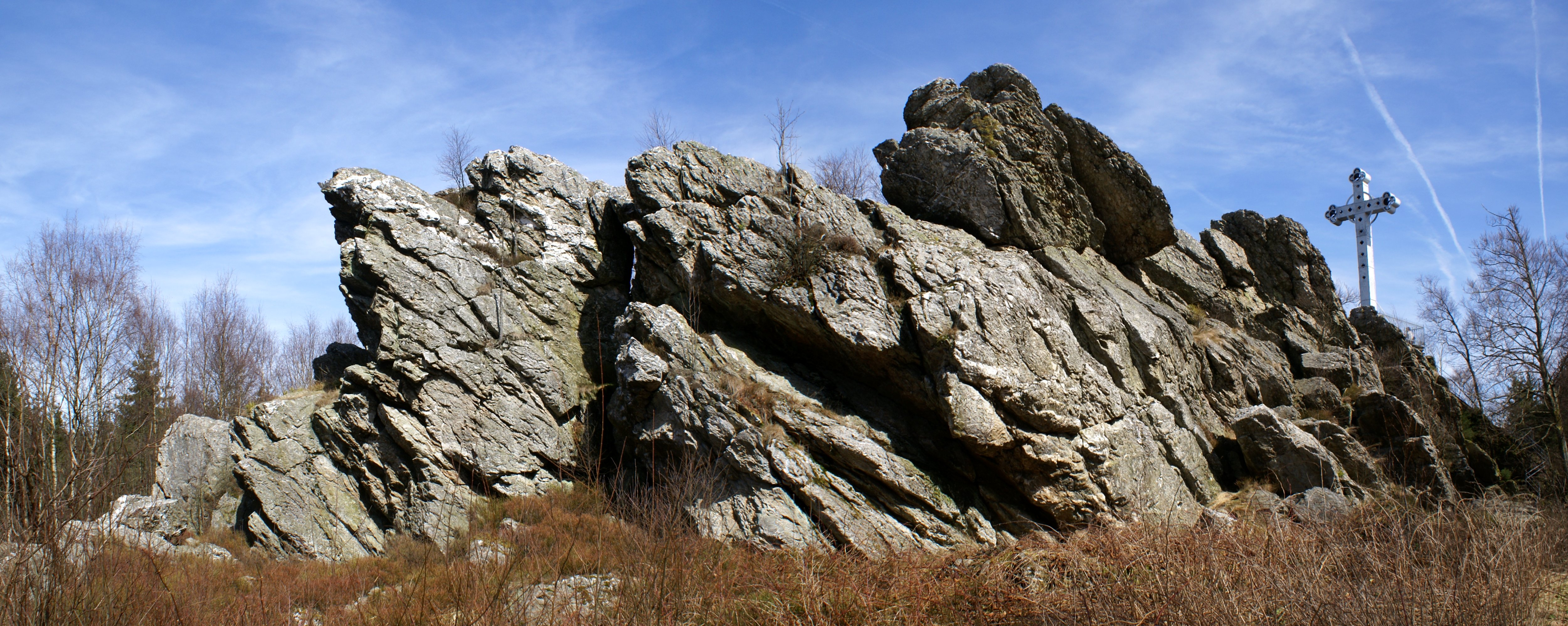
Felsformation Richelsley (2013)

Der Richelsley, auch Richel Ley geschrieben, ist ein 80 Meter langer und bis zu 12 Meter hoher devonischer Konglomeratfelsen, dessen Gestein ursprünglich als schotterartiges Sediment vor über 400 Millionen Jahren am Grund eines Meeres unweit der damaligen Küste abgelagert wurde. Seinen Namen soll der Fels im 12. Jahrhundert vom Richwin, dem Gründer der Burg Richwinstein, das heutige Kloster Reichenstein, erhalten haben. Fälschlicherweise wird er in diversen Schriften auch als Megalith bezeichnet. Es handelt sich allerdings um eine natürliche Felsformation, die nach Verwitterung und Erosion des umgebenden Gesteins in ihrer heutigen Form und Ausdehnung stehen und erhalten blieb. Sie liegt in Belgien, in der Region der Wallonie, in der Provinz Lüttich, im Gebiet der Fazilitäten-Gemeinde Waimes am Rande des Hohen Venn nahe der Deutschen Grenze bei Kloster Reichenstein (Monschau).
Bekannt geworden ist der Richelsley unter anderem durch ein 6 Meter hohes und ca. 1,4 Tonnen schweres, mächtiges Kreuz, das fest im Gestein verankert auf dem Kamm des Felsens steht. 31 Stufen führen hinauf zum Kreuz, in das kreuzförmige Ornamente eingeschnitten sind.
Der Roman Das Kreuz im Venn von Clara Viebig, erschienen um 1908, machte den mitten im Wald liegenden Richelsley und das Kreuz auch über die Eifel hinaus bekannt.

## Geschichte

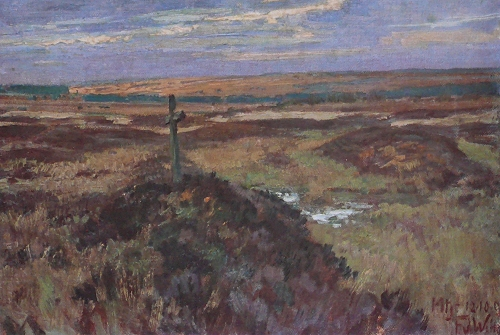
Kreuz im Venn, Gemälde von Fritz von Wille von 1909

Errichten ließ das Kreuz 1890 der Pfarrer Gerhard Joseph Arnoldy, der von 1869 bis 1914 in Kalterherberg tätig und Erbauer des dortigen Eifeldoms war. Er ließ es für 800 Goldmark auf eigene Kosten zur Erinnerung an den Mönch Stephan Horrichem errichten. Horrichem, auch der „Apostel des Venns“ genannt, war von 1639 bis 1686 Prior des nahen Prämonstratenserklosters Reichenstein und unermüdlich für die bedrängten Menschen am Venn während des Dreißigjährigen Krieges tätig.
Der Richelsley, mit der Marienstatue in einer Nische des gewaltigen Felsens, ist eine beliebte Gebetsstätte. Die brennenden Kerzen und die frischen Blumen zeugen von den vielen Pilgern, die auch heute hinauf zur Richelsley ziehen und dort in der Stille Frieden, Trost und neuen Lebensmut finden. Seit Jahrzehnten ziehen Pilger aus den umliegenden Gemeinden zum 1. Mai in Prozessionen zur Mariengrotte, um dort gemeinsam den Maigottesdienst zu feiern.

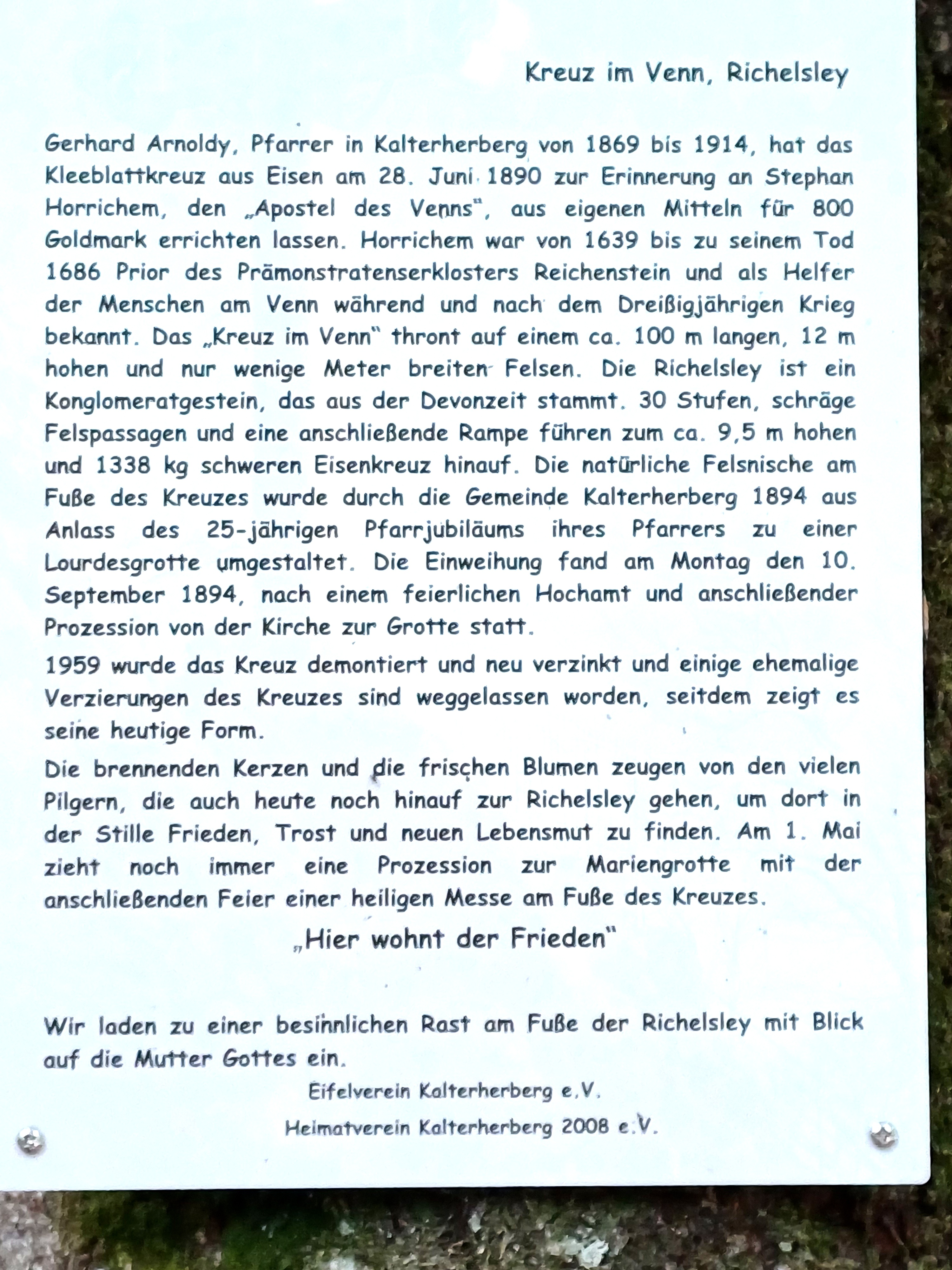
Geschichte
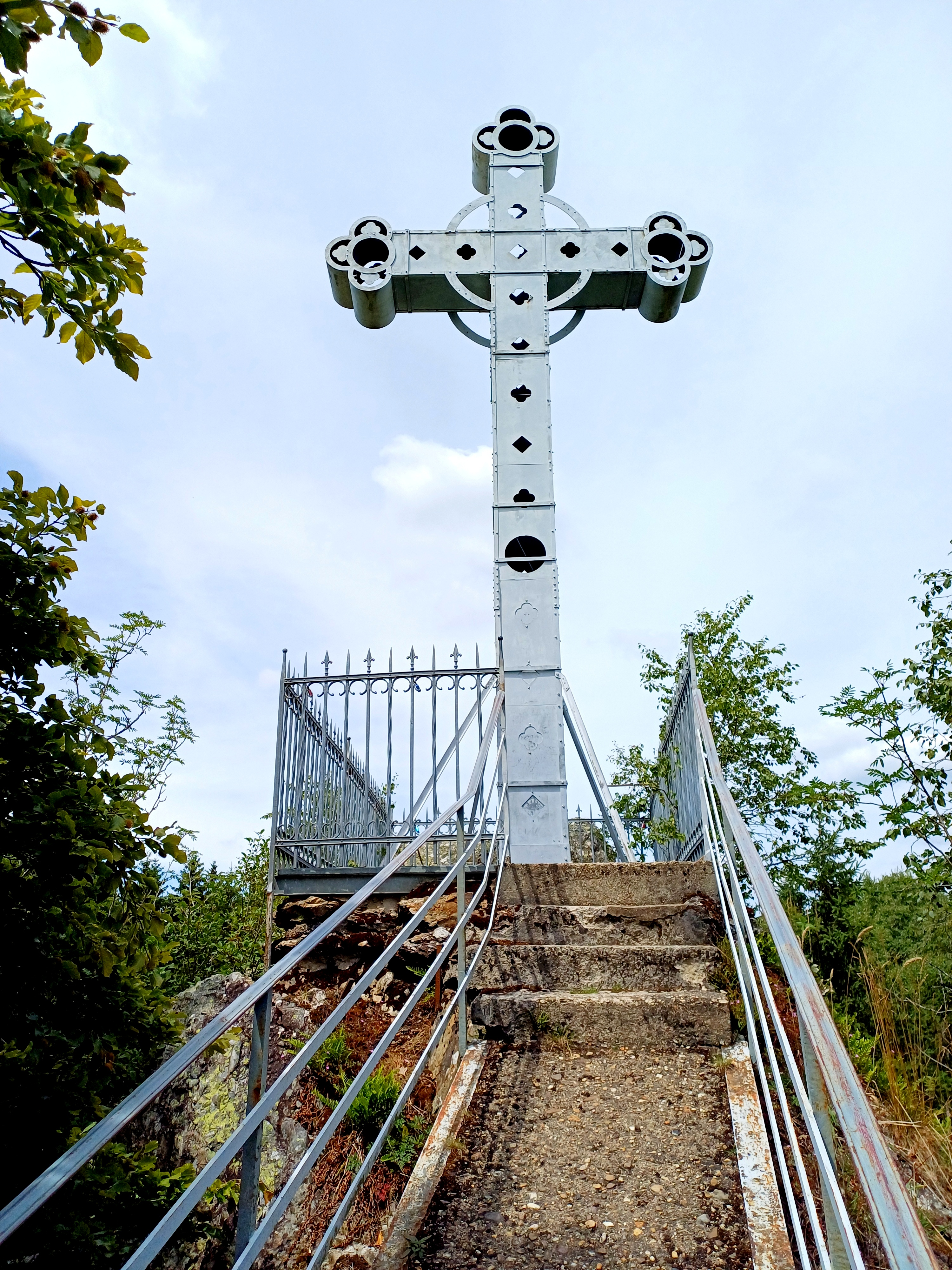
Kreuz im Venn (2025)
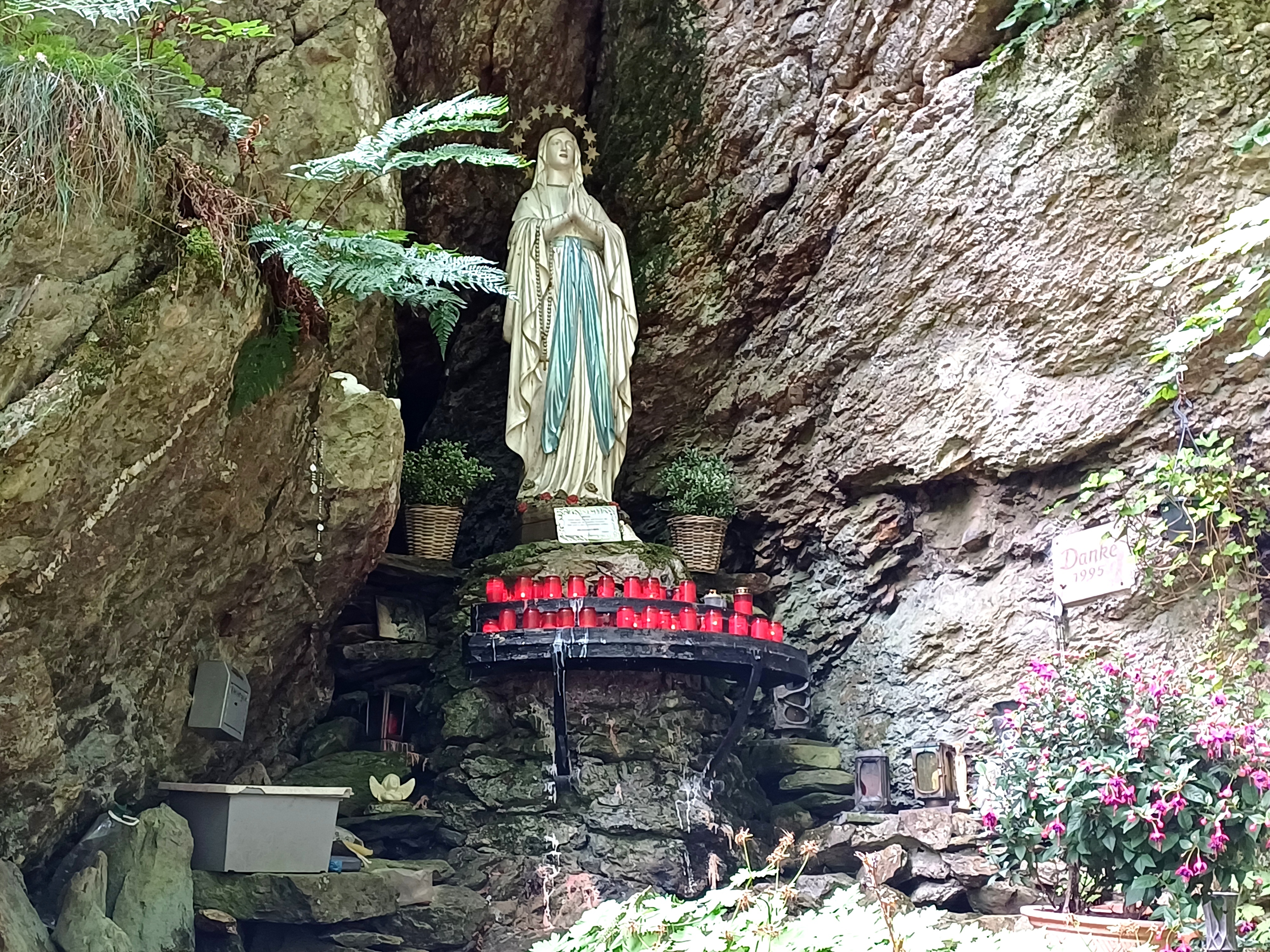
Mariengrotte (2025)
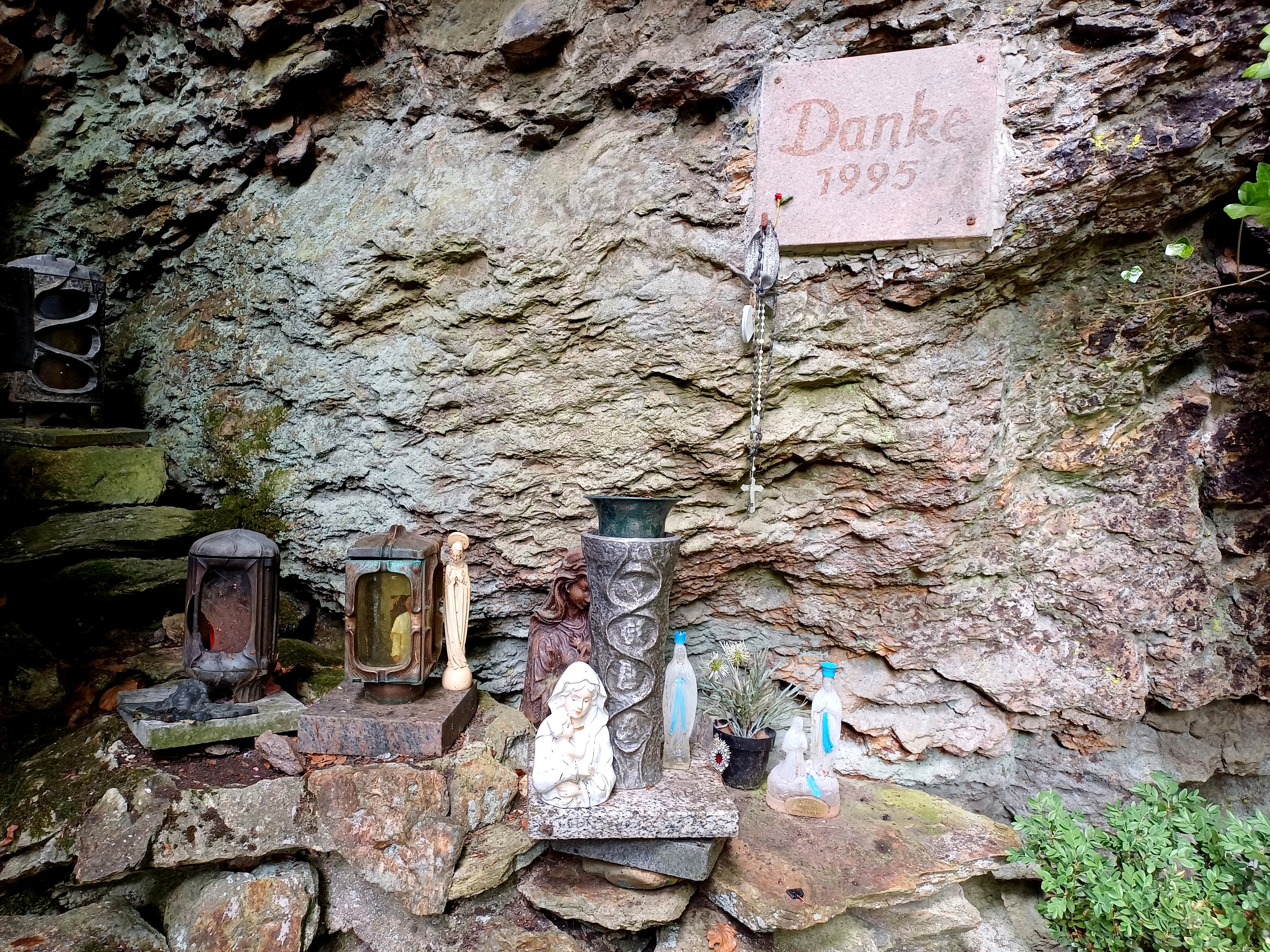
Beigaben
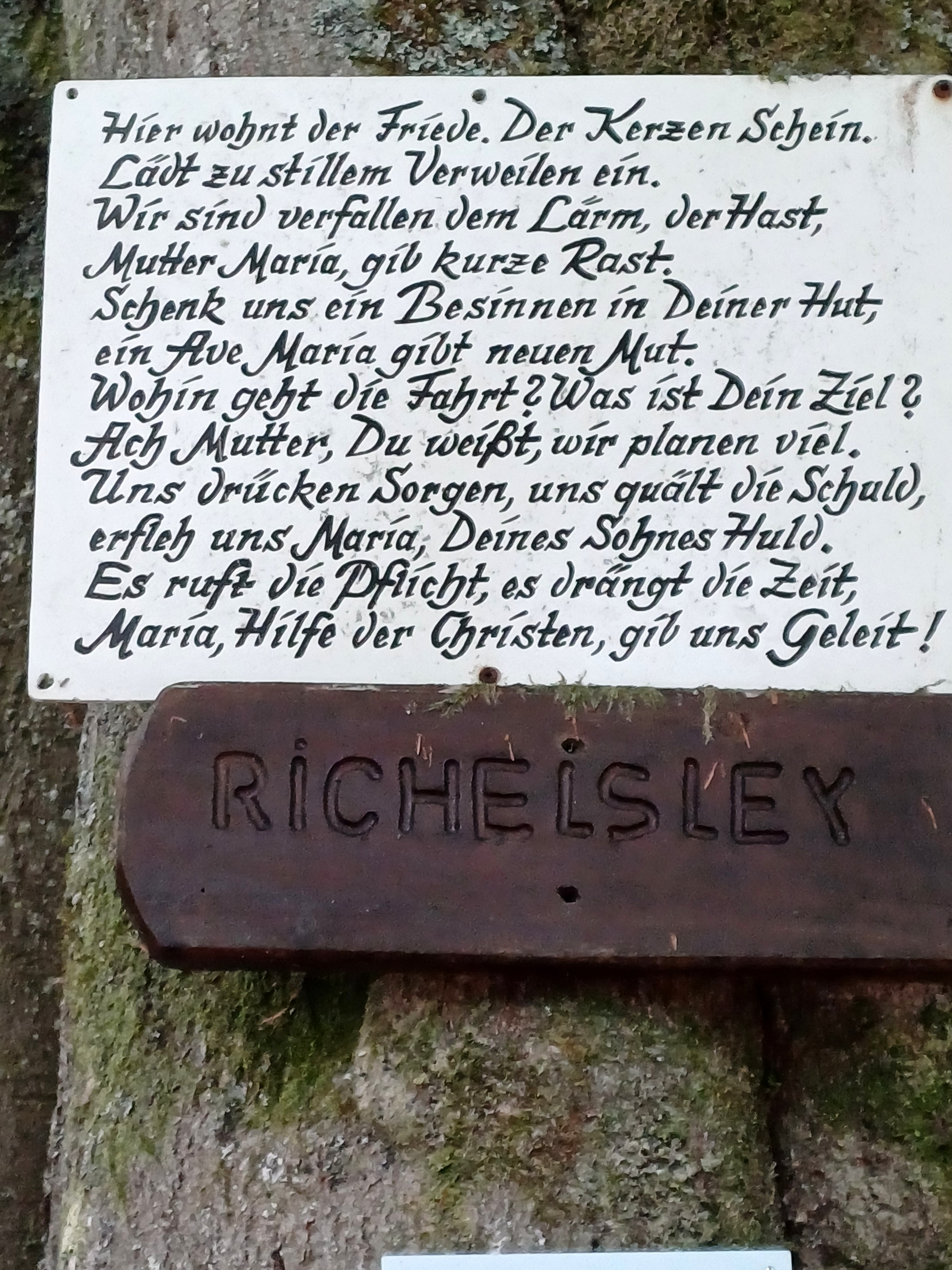
Meditation